# Woppenrieth (Tännesberg)
Woppenrieth ist ein Gemeindeteil des Marktes Tännesberg und eine Gemarkung im Landkreis Neustadt an der Waldnaab (Oberpfalz, Bayern).

## Geographie
Der Weiler liegt 0,5 Kilometer östlich des Flusses Pfreimd an der Westseite des Woppenriether Bergs (588 m). Etwa 250 Meter südlich führt die Bundesstraße 22 an Woppenrieth vorbei. Die Gemarkung Woppenrieth liegt vollständig auf dem Gebiet des Markts Tännesberg. Auf ihr liegen die Tännesberger Gemeindeteile Woppenrieth, Voithsberg, Fischerhammer und Kainzmühle.

## Geschichte
Das Landgericht Vohenstrauß wurde 1808 in 47 Steuerdistrikte eingeteilt. Der Steuerdistrikt Kleinschwand umfasste die Dörfer Kleinschwand, Voitsberg, Woppenrieth und die Einöden Hammer Böhmischbruck, Hammer Woppenrieth (Fischerhammer) und Kainzmühle. 1821 nach Abschluss der Gemeindebildung im Landgericht Vohenstrauß bildeten die Dörfer Voitsberg und Kleinschwand je eine eigenständige Gemeinde, der Hammer Böhmischbruck kam zur Gemeinde Böhmischbruck und aus dem Dorf Woppenrieth, dem Weiler Fischerhammer und der Einöde Kainzmühle wurde die Gemeinde Woppenrieth gebildet. 1830 wurde die Gemeinde Voitsberg eingegliedert. 1946 wurde die Gemeinde Woppenrieth aufgelöst, Fischerhammer, Kainzmühle und Woppenrieth wurden in die Gemeinde Döllnitz eingegliedert, Voitsberg kam zur Gemeinde Kleinschwand. Am 1. Juli 1976 kam Woppenrieth im Zuge der Auflösung der Gemeinde Döllnitz zum Markt Tännesberg.

## Kultur und Sehenswürdigkeiten

### Bauwerke

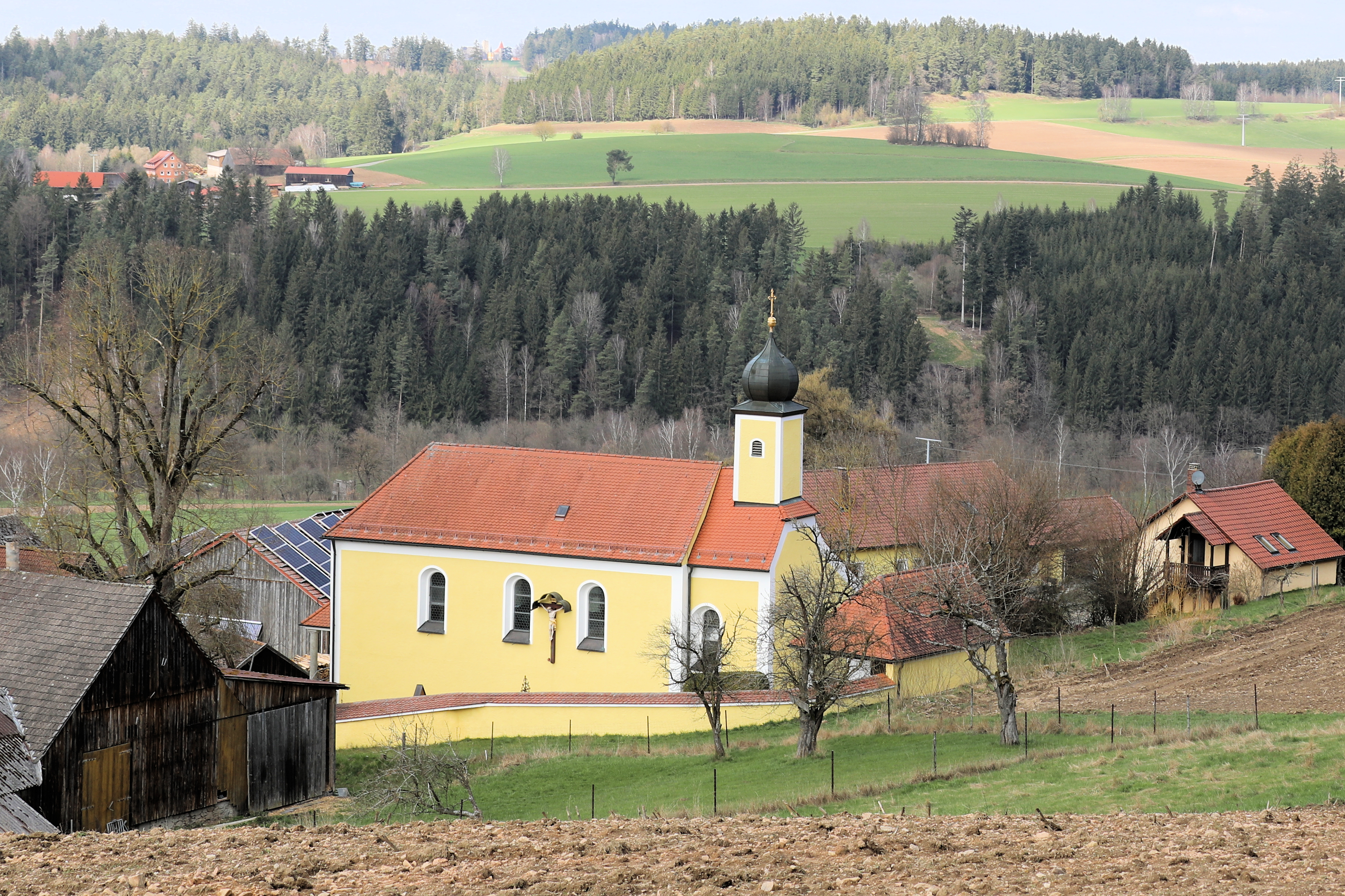
Kirche St. Emmeram (2023)

- Kirche St. Emmeram